# Бекхэм, Виктория
Викто́рия Кэ́ролайн, леди Бе́кхэм (англ. Victoria Caroline, Lady Beckham), в девичестве — Адамс (англ. Adams; род. 17 апреля 1974, Харлоу, Эссекс, Великобритания) — британская певица, автор песен, танцовщица, модель, актриса, модный дизайнер и предпринимательница.
Со времени своего восхождения на вершину славы в конце 1990-х в составе поп-группы Spice Girls Бекхэм была известна как Posh Spice (с англ. — «Шикарная специя»), так её окрестил популярный британский музыкальный журнал Top of the Pops в издании за июль 1996 года. В 2000 году, когда солистки Spice Girls решили заняться самостоятельным творчеством, Виктория Адамс сделала карьеру сольной поп-исполнительницы, добившись того, что 10 синглов попали в топ-чарты Великобритании. Её первый сингл, «Out of Your Mind», занял 2 место в британском чарте UK Singles Chart, это было её наивысшим достижением за всю сольную карьеру. За время сольной карьеры у неё были контракты с Virgin Records и Telstar Records.
Большую известность Бекхэм принёс титул всемирно признанной иконы стиля. Она разрабатывала дизайн джинсов для Rock & Republic, а позже занялась собственной линией джинсовой одежды под маркой dVb Style. Бекхэм выпустила также линию солнцезащитных очков и аромат Intimately Beckham, который продаётся в Великобритании и США. Также Бекхэм сотрудничала с японским брендом Samantha Thavasa and Shiatzy Chen, занимаясь дизайном сумок и украшений. В 2012 году в рамках своего сотрудничества с Land Rover разработала собственную модель автомобиля, которая получила название Evoque Victoria Beckham Special Edition. Кроме того, Бекхэм выпустила два бестселлера: один — её автобиография, другой — гид по миру моды.
На телевидении Бекхэм участвовала в пяти документальных передачах и в реалити-шоу о себе самой, включая Being Victoria Beckham и The Real Beckhams. Её последней документальной передачей стала Victoria Beckham: Coming to America, в которой она с семьёй путешествовала по США в 2007 году. Также она снялась в эпизодической роли в сериале «Дурнушка Бетти», была судьёй в 4 сезоне проекта «Подиум», на шоу Germany’s Next Topmodel и American Idol. В 2009 году состояние четы Бекхэмов оценивалось в 125 миллионов фунтов стерлингов.

## Ранние годы
Виктория Кэролайн Адамс родилась 17 апреля 1974 года в госпитале Princess Alexandra Hospital в Харлоу, графство Эссекс, а выросла в окрестностях деревни Goffs Oak, район Броксбон, графство Хартфордшир, в семье Жаклин и Энтони Адамс. Энтони был инженером-электронщиком, и доход от семейного бизнеса позволил содержать и Викторию, а также её брата Кристиана и сестру Луизу.
Адамс окончила среднюю школу St. Mary’s High School в Чесханте, графство Хартфордшир. В детстве достаток семьи смущал юную Викторию, и она просила отца не высаживать её около школы из семейного Rolls Royce. Адамс говорила, что в детстве была объектом запугиваний и чувствовала себя аутсайдером.

Дети буквально поднимали вещи из луж и бросали их в меня. А я просто там стояла. Никто не общался со мной. У меня не было друзей.— Интервью для Daily Mail в 2007 году.
В детстве, посмотрев мюзикл Fame, Адамс решила, что станет известной. Это событие совпало со временем, когда родители отдали её в Jason Theatre School. В 17 лет Адамс поступила в колледж Laine Theatre Arts в Эпсоме, графство Суррей, где она обучалась танцам. В то время она также участвовала в группе Persuasion.

## Карьера

### Spice Girls
В марте 1993 года Адамс заметила объявление в газете The Stage о наборе девушек в женскую группу. Требовалось, чтобы они были «опытными, экстравертами, амбициозными, умеющими петь и танцевать». В 1994 году Адамс присоединилась к женской поп-группе Spice Girls. В записях, сделанных до её замужества, в числе участников группы она фигурирует как Виктория Адамс. Первоначально группа называлась Touch, в неё также входили Мелани Браун, Эмма Бантон, Мелани Чисхолм и Джери Халлиуэлл. В 1996 году первый сингл группы «Wannabe» стал номером один в Великобритании и США, а также ещё в 29 странах мира. За ним последовали ещё девять синглов, ставшими номером один, с альбомов Spice, Spiceworld и Forever. СМИ дали каждой из участниц прозвище, Виктория Адамс стала Posh Spice, так как выглядела довольно искушённой. Её стиль тех времён характеризовался маленькими чёрными платьями и туфлями на высоком каблуке. Группа была одной из самых популярных в 1990-е, продав более 55 миллионов копий своих альбомов по всему миру. После выхода третьего альбома Forever (в Великобритании номер два), который был не столь успешным, как два предыдущих, Spice Girls прекратили записываться, что подтолкнуло Викторию начать сольную карьеру.
Я хотела, чтобы мои дети видели, что мама была поп-звездой. Это была последняя возможность для них стоять в толпе, полной людей, кричащих для Spice Girls.
В 2007 году Spice Girls объявили о воссоединении и проведении тура в поддержку нового альбома «Greatest Hits». Тур принёс каждой участнице доход в размере 10 миллионов фунтов стерлингов (около 20 миллионов долларов). Ранее Бекхэм упоминала, что каждой участнице нравится сольная карьера в различных музыкальных направлениях, тем не менее в начале ноября 2007 года был выпущен альбом «Greatest Hits», а тур стартовал 2 декабря 2007 года. Для тура Виктория Адамс перекрасилась в тёмный цвет, и её сыновья говорили, что Posh Spice вернулась. Во время выступления в Лондоне на The O2 Arena композицию «Mama» Бекхэм исполняла вместе со своими сыновьями. Во время выступления в Канаде, когда каждая из участниц исполняли свои наиболее успешные соло-композиции, Бекхэм устроила показ на подиуме, где танцоры изображали папарацци. Один из критиков говорила: «Я видела Spice Girls десять лет назад, и это было время Джери и Мел Би. В этот раз Posh получила больше откликов, чем когда пела сольные композиции. Она это тоже понимает, и кажется, это придаёт ей сил работать ещё больше, чтобы шоу продолжалось.»
Режиссёр Боб Смитон снял официальный фильм тура под названием Spice Girls: Giving You Everything, первоначально он был показан на канале Fox8 в Австралии. 31 декабря 2007 года он был транслирован на канале BBC One в Великобритании. Также группа снялась в рекламе Tesco, за что получили по 1 миллиону фунтов стерлингов каждая.

### Сольная карьера
14 августа 2000 года Бекхэм выпустила первый сольный сингл «Out of Your Mind» в сотрудничестве с Дейном Бауэрсом и Truesteppers. Неделя выпуска сингла совпала с выпуском композиции «Groovejet (If This Ain’t Love)» Spiller совместно с Софи Эллис-Бекстор, что привело к сражению в чартах, названному «Posh vs. Posher». В результате композиция Виктории уступила работе Софи Эллис-Бекстор и дебютировала на втором месте британского чарта UK Singles Chart. Перед выпуском сингла 8 июля 2000 года, Бекхэм дебютировала на концерте в лондонском Гайд-парке с целью собрать средства для благотворительной организации Prince’s Trust charity. Она пела «Out of Your Mind» перед 100-тысячной аудиторией. Позже Бекхэм подписала контракт со звукозаписывающей студией Virgin Records. Её следующий сингл «Not Such An Innocent Girl» был выпущен 17 сентября 2001. И снова появилась конкуренция в лице Кайли Миноуг с композицией «Can’t Get You Out Of My Head». Несмотря на крупную рекламную кампанию, Бекхэм проиграла и её сингл стартовал на 6 месте британского чарта. Дебютный одноимённый альбом Виктории вышел 1 октября 2001 года, достигнув 10 места в чартах. Альбом, который, как предполагалось, принесёт доход в 5 миллионов фунтов стерлингов, в итоге разошёлся тиражом 50000 копий.
Вторым и заключительным синглом с этого альбома стала композиция «A Mind of Its Own», выпущенная 11 февраля 2002 года. Сингл достиг 6 строки в британских чартах и разошёлся тиражом 56500 копий. Ходили слухи, что звукозаписывающий лейбл не позволил ей подняться до тройки лидеров. Позже эти слухи были опровергнуты.
Ты знаешь, что нужно таблоидам. Им нужен только негатив, который можно опубликовать. Но насколько я заинтересована, чтобы все получалось, настолько заинтересована и моя компания.
 Третий сингл «I Wish» так и не увидел свет. Был сделан ремикс на эту композицию совместно с Робби Крэйгом, представленный на шоу Friday Night’s All Wright. Вскоре стало известно, что Бекхэм беременна вторым ребёнком и выход сингла пришлось отложить. Бекхэм прекращает сотрудничество с лейблом Virgin Records и делает официальное заявление, что решение было обоюдным, отношения привели к естественному финалу и теперь они более не работают вместе.
29 декабря 2003 года состоялся релиз двойного сингла «Let Your Head Go/This Groove», который достиг 3 места в Британских[уточнить] чартах.
В августе 2004 года Бекхэм отменяет выпуск нового сингла «My Love Is For Real» и после этого прекращает карьеру певицы.

### Карьера в индустрии моды
В настоящее время[какое?] Бекхэм работает в индустрии моды — выпускает одежду из денима, сумки, коллекции платьев и солнечных очков. Бекхэм выпустила свою собственную линию аромата Intimately Beckham. В сотрудничестве с японским магазином Samantha Thavasa она произвела линию сумочек и драгоценностей. Кроме того, она выпустила два бестселлера: автобиографию и гид по стилю.
Вместе с супругом Дэвидом Бекхэмом Бекхэм запустила линию модной одежды и парфюма dVb (David and Victoria Beckham), которая является частью Beckham Brand Ltd. Предприятие выпускает мужские и женские джинсы, солнечные очки, туалетную воду, платья и изделия из трикотажа. В 2007 году парфюмерии марки dVb было продано более, чем на 100 миллионов долларов.
В 2007 году специально для японского рынка Бекхэм выпустила линию косметики V Sculpt.
Зимой 2009 года Бекхэм представила миру коллекцию из 10 платьев Victoria Beckham Collection. Коллекция получила высокое одобрение критиков и продаётся в престижных магазинах мира.

### Книги
Виктория Бекхэм выпустила 2 книги. Первая Learning to Fly была опубликована в 2001 году издательством Michel Joseph и является автобиографией. Вторая под названием That Extra Half an Inch: hair, heels and everything in between 2006 год/Michel Joseph, выпущенная в издательстве Penguin Books — фэшн-гид. That Extra Half an Inch была представлена широкой общественности 31 октября 2006 года в лондонском магазине Selfridges. В Литве продажи этой книги побили рекорд, установленный ранее книгой «Код да Винчи» Дэна Брауна.

## Личная жизнь
С 4 июля 1999 года Виктория Бекхэм замужем за футболистом Дэвидом Бекхэмом. Свадебная церемония состоялась в ирландском замке Латтрелстоун. У супругов четверо детей:
три сына — Бруклин Джозеф Бекхэм (04.03.1999), Ромео Джеймс Бекхэм (01.09.2002), Круз Дэвид Бекхэм (20.02.2005) и дочь Харпер Севен Бекхэм (10.07.2011).
Семейство проживало в Мадриде (Испания) и в Лос-Анджелесе (штат Калифорния, США), однако в 2013 году перебралось в Лондон.

## Дискография
Альбомы
- 2001 — Victoria Beckham
- 2006 — Open Your Eyes (неизданный альбом)

Синглы
- 2000 — «Out Of Your Mind»
- 2001 — «Not Such An Innocent Girl»
- 2002 — «A Mind Of It’s Own»
- 2003 — «This Groove» / «Let Your Head Go»

## Видеография
- 2000 — «Out of Your Mind»
- 2001 — «Not Such an Innocent Girl»
- 2002 — «A Mind of Its Own»
- 2003 — «This Groove»
- 2004 — «Let Your Head Go»